# Bloqueo con testigo

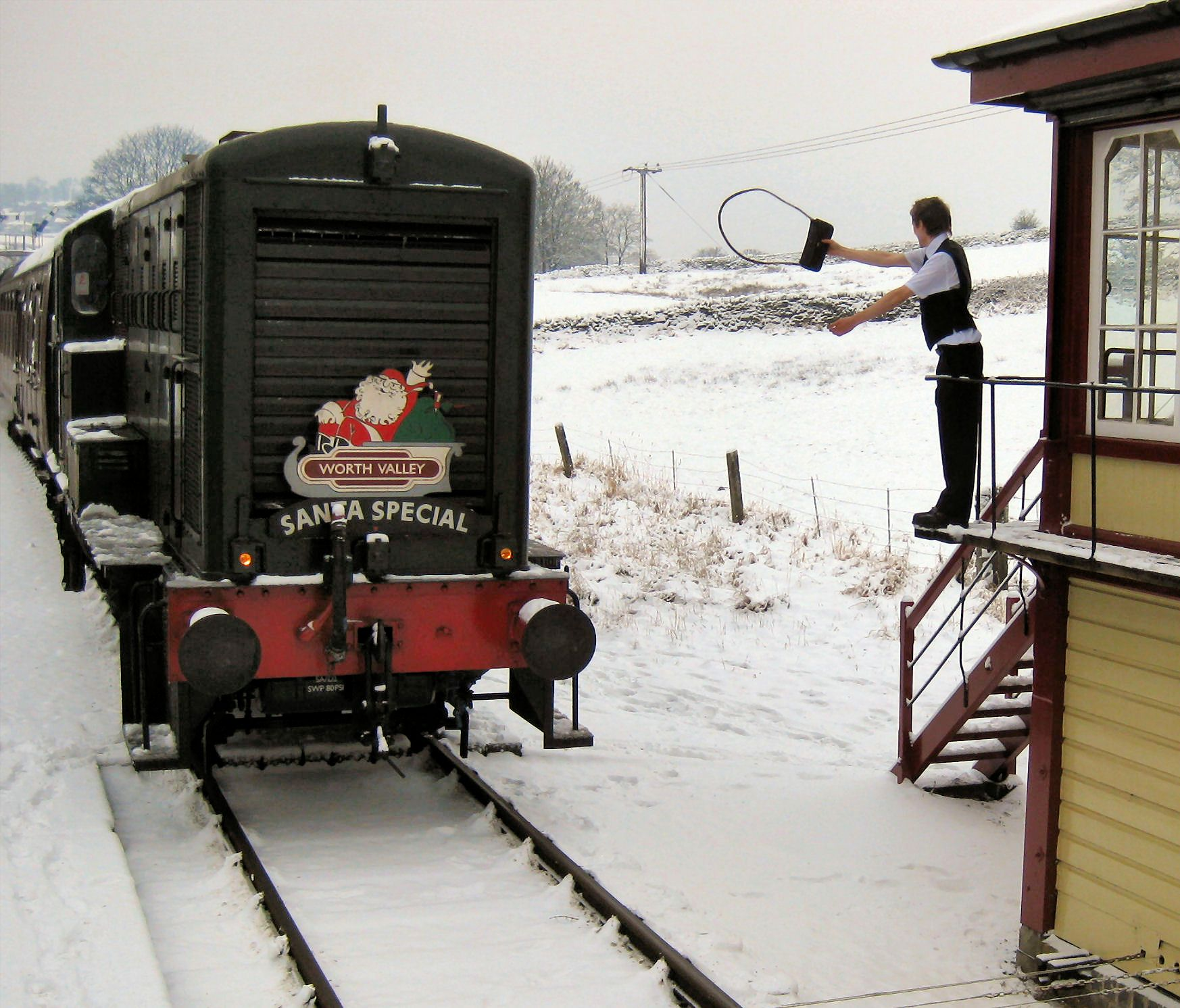
Momento en el que un señalero va a entregar un testigo a un maquinista (Ferrocarril de Keighley & Worth Valley)

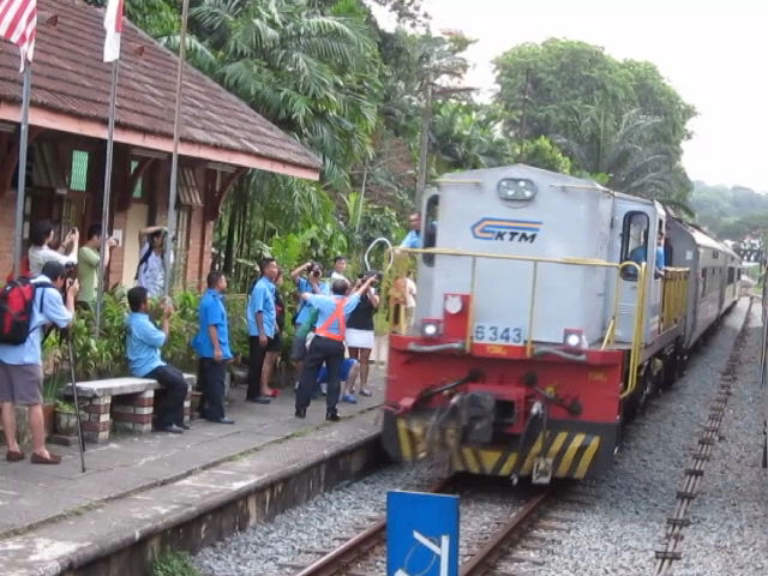
El jefe de la Estación de Bukit Timah en Singapur entrega al maquinista del tren la siguiente llave, momentos después de que este haya dejado el testigo anterior, mientras el tren todavía estaba circulando rápido

En señalización ferroviaria, un bloqueo con testigo es un antiguo sistema de control del tráfico ferroviario en vía única, en el que se emplea un objeto físico que el maquinista de un tren debe recibir antes de poder pasar a una determinada sección de vía, y que a su vez debe entregar cuando sale de él. El objeto que sirve de testigo, que debe estar claramente identificado con los nombres de los puntos extremos de la sección a la que corresponde (normalmente, dos estaciones), autoriza a circular en ese sector exclusivamente al tren (o grupo de trenes consecutivos en el mismo sentido) que lo posea. Se ha empleado para minimizar el riesgo de que un responsable de circulación o la tripulación de un tren cometiera un error al autorizar o iniciar indebidamente el paso de un tren por una determinada sección, con el consiguiente peligro de provocar una colisión frontal. Este peligro es mucho mayor que en un ferrocarril de vía doble.

## Principio

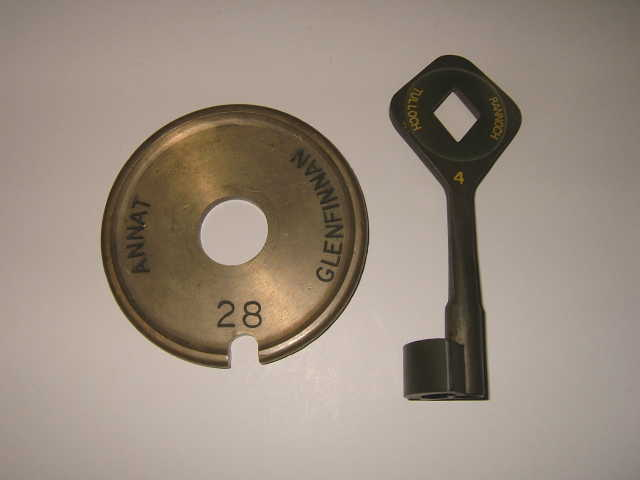
Ejemplos de objetos utilizados como testigos en líneas de vía única: una ficha a la izquierda, y una llave a la derecha

La operación bidireccional de una línea de vía única presenta el riesgo de la colisión frontal de dos trenes. Con carácter general, la forma más sencilla de evitar tales colisiones es tener solo un tren en cada sección en un momento dado. El procedimiento se conoce en inglés como "one-engine-in-steam" (una- sola-máquina-en-marcha) (OES) o también como "one-train working" (un-solo-tren trabajando) (OTW). Este sistema se sigue utilizando en algunos ramales de las redes ferroviarias y en los ferrocarriles patrimoniales. La principal desventaja es que restringe el número de movimientos de tren que se pueden realizar. Para un sistema ferroviario más grande, se vuelve excepcionalmente limitante en el nivel de operaciones que permite, con un mayor riesgo de cometer errores y aumentando el peligro de que pueda producirse una colisión.
Con el sistema de entrega de un testigo físico, no es necesario llevar el control de la presencia de algún tren en una sección dada, sino que basta con tener un único objeto físico asignado a cada sección de vía única, y establecer como norma que un maquinista puede pasar a una determinada sección de vía única si y solo si está en posesión física de ese objeto, que se conoce genéricamente como testigo (que puede tener distintas formas, como por ejemplo, un bastón piloto, una ficha o una llave), y que está marcado para indicar a qué sección de vía única corresponde.

## Formas de los testigos
Los testigos han existido en una variedad de formas físicas muy distintas, como bastones, fichas, llaves o bolas.

## Sistemas de fichas

### Ficha única
El sistema de fichas se desarrolló en el Reino Unido en el siglo XIX para permitir el funcionamiento seguro de los ferrocarriles de vía única. El sistema fue propuesto por primera vez por el Sr. Henry Woodhouse para los túneles de Standedge en 1849. Si un ramal es una vía en fondo de saco con un simple servicio de tren lanzadera, entonces una sola ficha es suficiente. El maquinista de cualquier tren que entre al ramal (o que ocupe cualquier parte del mismo) debe estar en posesión de la ficha, lo que impide la colisión con otro tren.

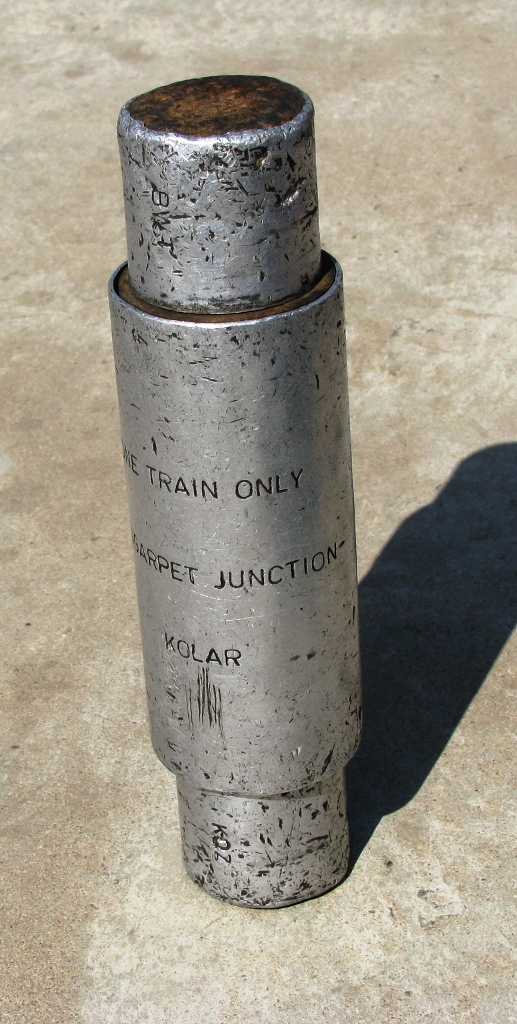
Ficha única utilizada en los Indian Railways

Para facilitar el paso de una mano a otra, la ficha a menudo tenía la forma de un bastón, generalmente de 800 mm (31,5 plg) de largo y 40 mm (1,6 plg) de diámetro, y se lo denomina "bastón piloto" o "bastón de tren". Este bastón suele ser literalmente un bastón de madera con una placa de latón que indica las dos casillas de señales entre las que es válido.
En la terminología del Reino Unido, este método de trabajo en ramales simples se denominó originalmente "One Engine in Steam (OES)" y, más tarde, "One-Train Working (OTW)". Sin embargo, el sistema también se usó en líneas directas largas. RH Dutton, presidente del Ferrocarril de Londres y del Suroeste, explicó en 1876 el prolongado tiempo de viaje entre Exeter y Plymouth diciendo que: "la causa del retraso es la parada en cada estación debida al sistema de personal. Eso realmente causa un gran retraso, porque si el responsable del ferrocarril no está allí, el tren debe detenerse mientras se envía a un hombre a caballo a buscarlo [desde el otro extremo del tramo]"; citado en Williams.

### Personal y boleto
El uso de una sola ficha no proporciona una operación eficiente cuando trenes consecutivos deben trabajar en el mismo sentido. Por lo tanto, se amplió el sistema de fichas únicas: si un tren iba a ser seguido por otro en la misma dirección, el maquinista del primer tren debía ver la ficha, pero no tomar posesión de ella (en teoría, se suponía que debía hacerlo físicamente, pero esto no se siguió estrictamente). El maquinista recibía una autorización por escrito (denominada "boleto") para poder pasar a la siguiente sección de vía única. Entonces podía continuar y ser seguido por un segundo tren. En los primeros tiempos del ferrocarril, el segundo tren podía avanzar después de un intervalo de tiempo designado, como en las líneas de doble vía en ese momento. Sin embargo, después del desastre ferroviario de Armagh de 1889, pasó a ser obligatorio operar con bloqueo.
La obligación de que se viesen el personal del tren y el personal de tierra redujo sensiblemente la posibilidad de que pudiese haber una colisión frontal. Para asegurarse de que el boleto no se emitiese incorrectamente, se guardaba un libro de boletos numerados en una caja cerrada con llave, cuya llave estaba fijada permanentemente a la ficha, o era la propia ficha. Además, la cerradura impedía que se extrajese la ficha hasta que se cerrase la caja de boletos, y no se podía cerrar a menos que el talonario de billetes estuviera en la caja. Una vez que se emitía un boleto, su número se registraba en un libro de registro de trenes, y la ficha se guardaba bajo llave en un lugar seguro. Este sistema se conoce como personal y boleto.
En una variación de este principio, llamada "personal divisible del tren", se diseñó una sección de la ficha denominada "parte del boleto" para retirarla y entregarla al conductor en lugar de un boleto de papel.

### Gestión eléctrica de fichas

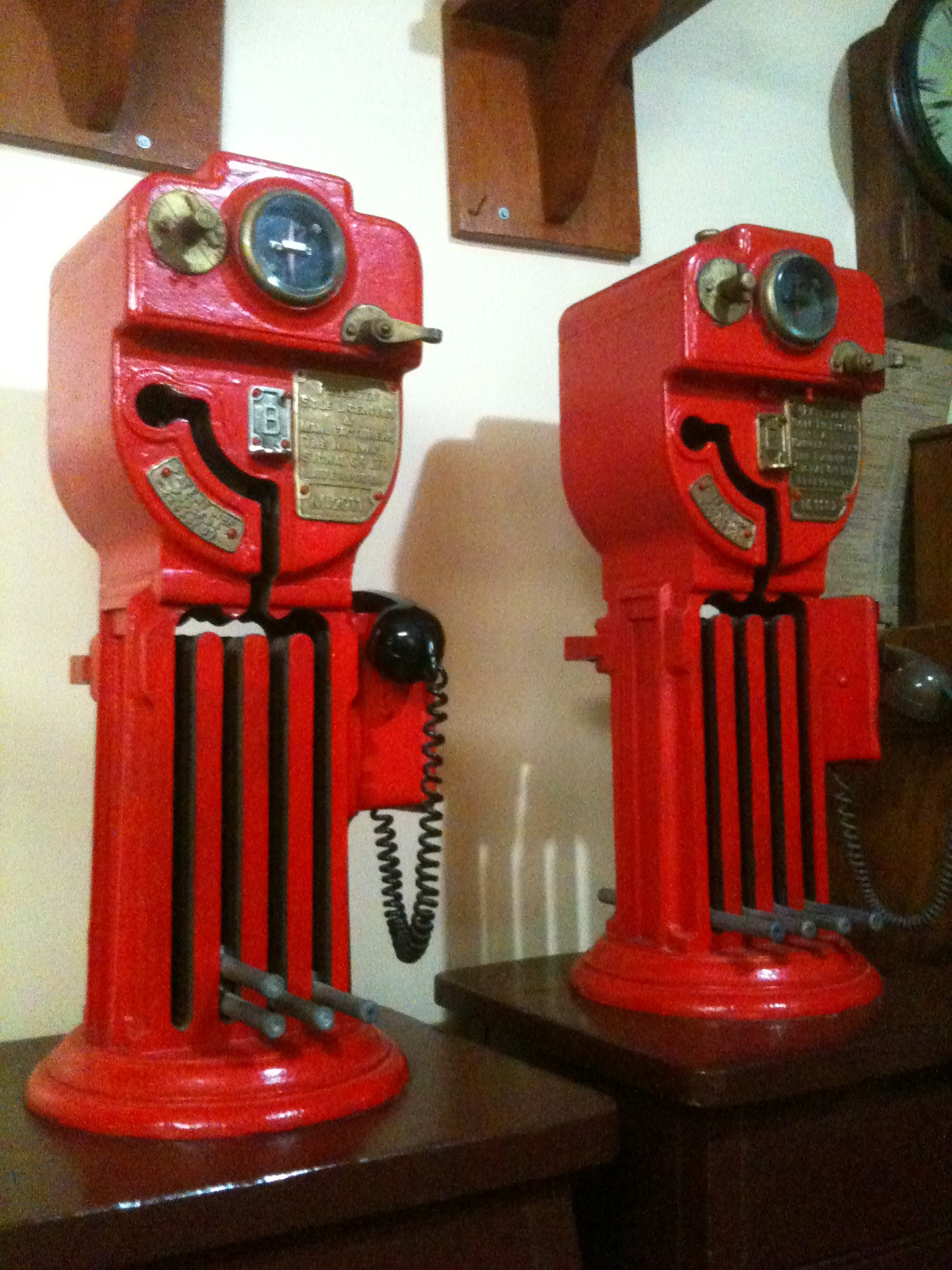
Dispositivos eléctricos para gestión de fichas, manufacturados por Webb y Thompson

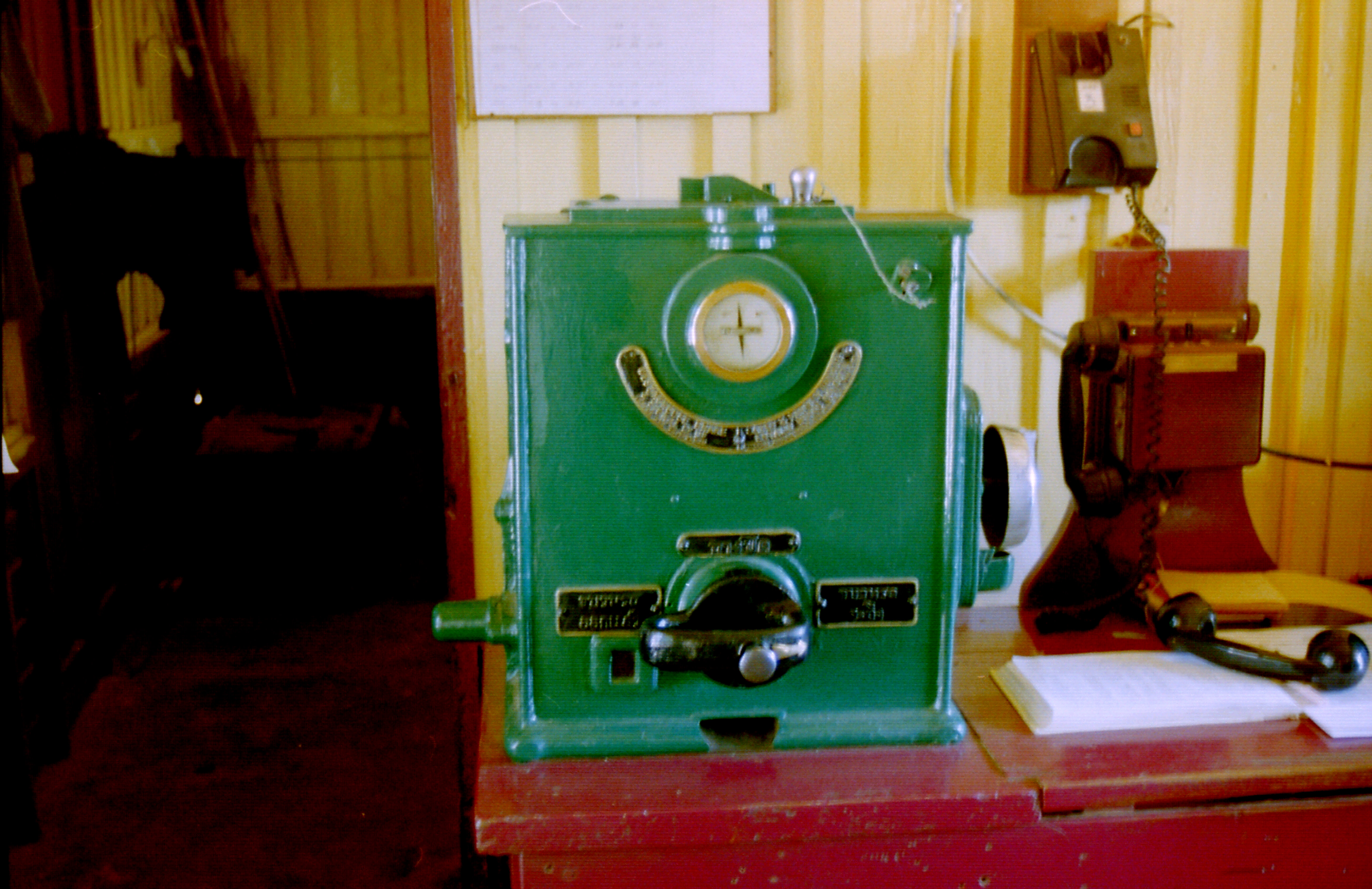
Dispositivo para la gestión de fichas Neale, manufacturado por Westinghouse Brake & Signal Co.

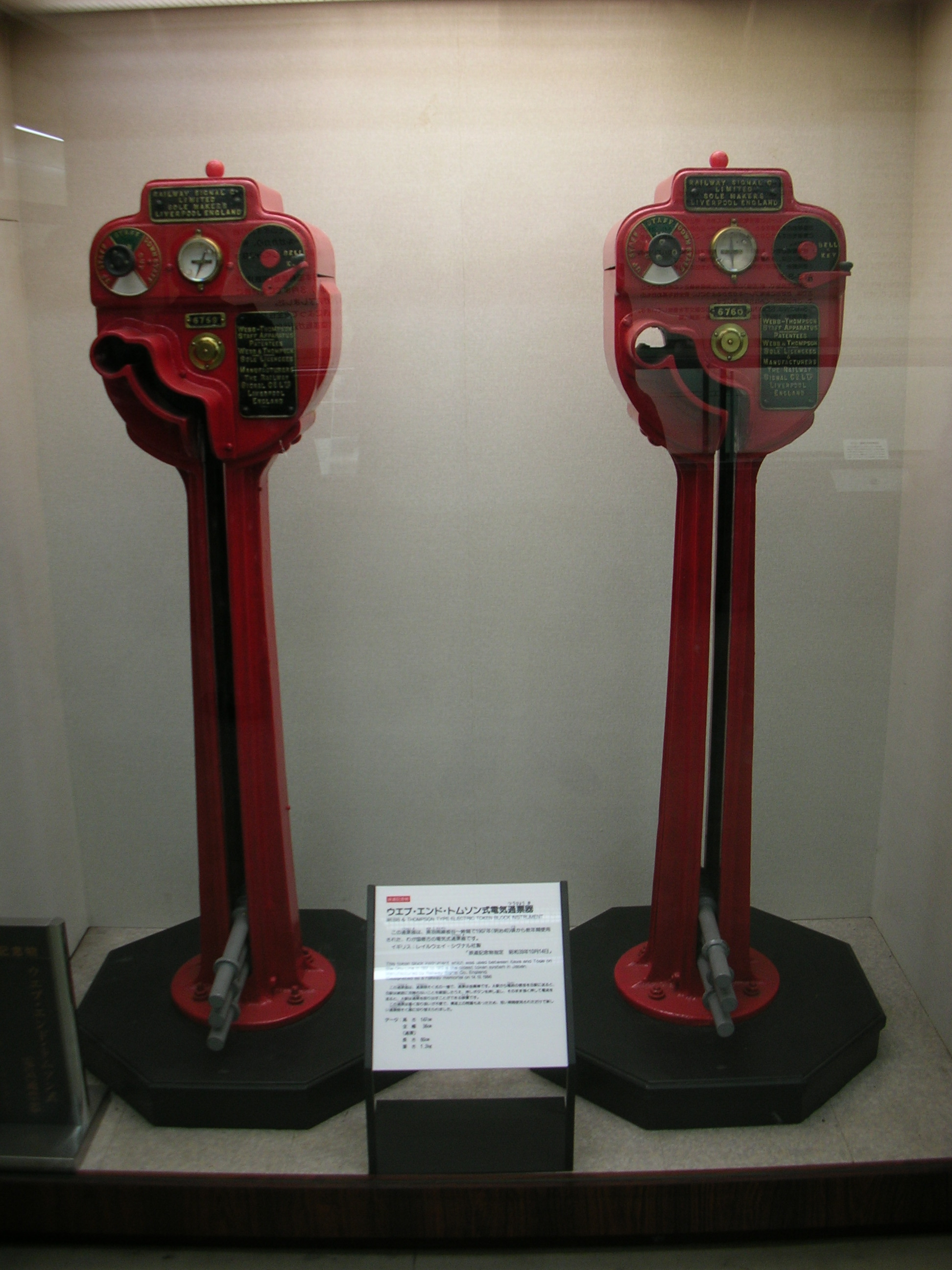
Más dispositivos fabricados por Webb y Thompson

El sistema de "personal y boletos" todavía era demasiado inflexible para las líneas ocupadas, ya que no permitía la situación en la que el tren destinado a transportar el testigo o la ficha física se cancelara o se retrasara mucho. Para prever este problema, se desarrolló el sistema de fichas de tren gestionadas eléctricamente. Cada sección de una sola línea estaba provisto de un par de instrumentos simbólicos, uno en el enclavamiento de cada extremo. Un suministro de fichas idénticas se almacena en los instrumentos, que están conectados por líneas de telégrafo. Se puede retirar una ficha de un instrumento si y solo si ambos señaleros se ponían de acuerdo para aceptar la liberación. Una vez que se había liberado una ficha, no se podía liberar otra hasta que la ficha que estaba "fuera" se reemplazase en cualquiera de los instrumentos (aunque existen variaciones en esta secuencia de eventos). De esta manera, se puede asegurar que en un momento dado, solo una ficha está disponible para ser emitido a un maquinista. Las fichas que pertenecen a secciones adyacentes tienen diferentes "configuraciones" para evitar que sean insertadas en el dispositivo equivocado.
Sin embargo, se produjo una colisión frontal en un tramo de vía única del Ferrocarriles de Cambria el 18 de enero de 1918. Los maquinistas de ambas locomotoras tenían la ficha correcta, emitidas por el sistema Tyer's Electric Train Tablet cuando iniciaban sus respectivos viajes, pero los circuitos eléctricos que conectaban las máquinas en ambos extremos también se utilizaban para las comunicaciones telefónicas y, junto con un posible fallo en la línea causada por el mal tiempo, esto permitió la emisión de dos fichas al mismo tiempo. En la colisión de trenes de Abermule de 1921, también en los Ferrocarriles de Cambria, los procedimientos de trabajo poco rigurosos permitieron eludir las salvaguardias proporcionadas por el sistema de fichas de gestión eléctrica, y a un maquinista se le entregó una ficha para la sección incorrecta, que avanzó con la creencia errónea de que la ficha era correcta. Para tratar de evitar este gravísimo problema, la Junta de Inspección de Ferrocarriles de Comercio del Reino Unido recomendó que las señales que controlaban la entrada a una sección de vía única (señales de "inicio" o "sección") se bloqueasen a menos que se hubiera liberado una ficha del dispositivo eléctrico correspondiente. Esta recomendación no fue adoptada universalmente, y muchas secciones de vía única línea continuaron sin tales salvaguardas hasta bien entrada la década de 1960.

## Recogida de la ficha
En una situación ferroviaria básica, el maquinista puede recoger personalmente la ficha al comienzo de su trabajo en un ramal y entregarla al final de su trabajo allí.
Cuando la sección de vía única es parte de una ruta directa, entonces es probable que cada tren que pase deba detenerse y recoger una ficha en cada estación de fichas. Cuando los trenes se detienen en todas las estaciones, esta es una disposición eficaz, pero cuando se necesita que algunos trenes pasen por la línea sin detenerse en todas las estaciones (como en el caso de los trenes expresos), era necesario que el señalero intercambiara fichas con el fogonero (en el caso de trenes de vapor) mientras que el tren pasaba a baja velocidad. En el caso de los trenes operados solo por un maquinista, se proporcionó un pulsador especial para desactivar temporalmente el sistema de hombre muerto, con el fin de que el maquinista pudiera cambiar la ficha sin que se aplicara automáticamente el freno de emergencia.
Se podía entregar un bastón grande sin ningún dispositivo especial, pero si el sistema en uso empleaba bastones en miniatura, fichas o llaves, generalmente se colocaban en una bolsa de cuero unida a un aro, de forma que el maquinista podía pasar un brazo por el aro sostenido por el señalero, y al revés desde la locomotora. En la práctica del Reino Unido, la velocidad permitida para esta maniobra era de 15 millas por hora (24,1 km/h) durante el día, pero hay historias de maquinistas ansiosos por recuperar el tiempo perdido cuando llegaban tarde que pasaban por el punto de intercambio a velocidades mucho más altas (los brazos magullados eran comunes entre los señaleros y los fogoneros en tales líneas).
En algunos ferrocarriles se utilizó un dispositivo de intercambio de fichas fijo, que consistía en un soporte adyacente a la vía situado cerca de cada caseta de señales, diseñado para sostener la bolsa que contenía la ficha que debía recoger el maquinista, y que análogamente servía para colgar la bolsa con la ficha que se estaba entregando.

### Intercambio automático
Ciertos ferrocarriles desarrollaron sistemas mecánicos que permitieron un traspaso más rápido, utilizando dispositivos de captura que podían extenderse desde el lado de la cabina de la locomotora justo antes de que el tren pasara por el punto de intercambio y que se retraían automáticamente después de realizarse el intercambio. Estos dispositivos permitían realizar el intercambio circulando a velocidades de hasta 40 mph (64,4 km/h), con ejemplos como el sistema Whitaker empleado en el Ferrocarril de Conexión de Somerset & Dorset y el sistema Manson utilizado en el Ferrocarril de Conexión Midland & Great Northern y en el Gran Ferrocarril del Norte de Escocia. Cuando el servicio de pasajeros desde Aberdeen a Inverness pasó a explotarse con unidades múltiples diésel a finales de la década de 1950, el dispositivo instalado en el tren estaba colocado junto al compartimiento del interventor, que estaba encargado de realizar el traspaso desde el dispositivo mecánico colocado en tierra. Un código de zumbador especial permitía confirmar al maquinista que se había recibido el testigo correctamente.
También se utilizaron intercambiadores mecánicos en aquellos trenes programados para no detenerse en trayectos de vía única en la Línea Prinxipal del Sur, en la del Norte y en la de la Costa Norte de los Ferrocarriles del Gobierno de Nueva Gales del Sur en Australia. En los Ferrocarriles de Victoria, los intercambiadores automáticos sobrevivieron en las líneas Noreste, Oeste y Geelong-Ballarat hasta finales de la década de 1980. En el los Ferrocarriles de Australia del Sur, se utilizaron intercambiadores automáticos en la antigua línea de vía ancha entre Adelaida y Port Pirie. En todos estos estados australianos, tanto las locomotoras de vapor como las posteriores máquinas diésel-eléctricas estaban equipadas con intercambiadores automáticos. Por su parte, los Ferrocarriles de Nueva Zelanda (con la mayoría de sus líneas de vía única) utilizó varios sistemas, como el sistema de bloqueo Winter, el bloqueo Sykes; y en línea troncal de la isla norte y en otras líneas, como la línea de Wairarapa, se empleó el sistema Tyer's Electric Train Tablet con el dispositivo No 7, para el que Wynne desarrolló intercambiadores de fichas (después de las pruebas del diseño australiano realizadas por Quirke). El sistema de fichas permitió que las máquinas de refuerzo empleadas en los tramos con pendientes pronunciadas se usaran con sus propias fichas particularizadas.

## Sistemas de fichas electrónicas
Los avances en los sistemas electrónicos han llevado al desarrollo de sistemas de fichas electrónicas. Los trenes pueden circular por secciones consecutivas de una sola vía, y la operación se controla por radio desde una sala de control central. Cada tren lleva una unidad electrónica que recibe y envía un bloque de datos cifrados que representa el testigo. El sistema está diseñado para que el centro de control no pueda 'entregar' un nuevo testigo a un tramo de línea determinado hasta que no se haya 'devuelto' el entregado previamente. Los trenes no pueden enviarse fichas entre sí. Este sistema permite operar toda la línea sin personal de señalización adicional, y ha funcionado sin mayores incidencias.
El sistema Ternkey ("Token Eexchange usando el sistema Random Numbers") es un híbrido entre el trabajo con fichas convencional y la tecnología de Internet. Se disponen cerraduras de pines convencionales de "llave atrapada" (mantenidas en posición fija por un solenoide), y a su vez se montan unidades de liberación de llave instaladas en cada extremo del tramo de vía única a controlar. El número de cerraduras en cada unidad está determinado por la frecuencia de tráfico esperada; aunque opcionalmente en algunas ocasiones se pueden combinar varios tramos cortos para reducir el número total de paradas. Las unidades están conectadas a una computadora de control central por internet. La computadora central realiza un "censo" de llaves antes de desactivar un solenoide y liberar una llave para la sección requerida de la vía; una etiqueta grabada que identifica la sección respectiva de la vía se adjunta de forma segura a la llave correspondiente. El sistema está en uso en el Ferrocarril de la Isla de Man entre Castletown y Port Erin.

## Variaciones

### Puntos de bloqueo intermedio
En determinadas circunstancias, era conveniente acortar los tramos de una sola línea proporcionando una caja de señales intermedia equipada con instrumentos de ficha sin disponer de una vía de apartado pasante para permitir el cruce de trenes. Esto se hizo si había, por ejemplo, una conexión con un haz de vías en fondo de saco importante en la ubicación intermedia. También permite facilitar el acceso de los trenes pasantes cuando existen accesos a vías de apartado en fondo de saco, pero no facilita los movimientos opuestos.
Debido al mayor riesgo de colisión en caso de movimientos singulares o excepcionales, la práctica quedó obsoleta en el Reino Unido, aunque existieron algunos ejemplos, por ejemplo, en Beddington Lane en la línea Wimbledon - West Croydon antes de volver a cerrar. Por lo general, en tales casos, se proporcionó un enclavamiento especial entre los dos instrumentos en la caja de señales intermedia para garantizar que no se pudieran aceptar trenes de direcciones opuestas al mismo tiempo.
Un desastre en una ubicación intermedia de este tipo ocurrió en Somerset & Dorset Joint Railway en Foxcote, cerca de Radstock, en el Foxcote collision of 1876. Esto ocurrió antes de que el S&DJR estuviera equipado para trabajar con fichas y se basara únicamente en instrumentos de bloque: un catálogo de errores llevó a que dos trenes de pasajeros ingresaran a la misma sección desde extremos opuestos.

### Trabajo con secciones largas
En la explotación de una vía doble es posible "deshabilitar" un punto de control intermedio en horarios de escaso tráfico con el fin de agilizar el paso de los trenes, lo que se consigue haciendo que las señales de ambos extremos se comuniquen directamente entre sí. En líneas de vía única esto es más complicado, debido a que los testigos se identifican con secciones concretas, aunque existen algunos sistemas de trabajo capaces de gestionar secciones largas que permiten superar esta dificultad.
Un sistema simple utilizaba objetos de control que podían encajarse sólidamente entre sí para formar un único testigo cuando se inhabilitaba temporalmente un punto de separación de secciones intermedio, de modo que el maquinista recibía del señalero un testigo que habilitaba el paso del tren por dos o más secciones consecutivas. Un procedimiento alternativo empleaba un sistema de fichas especiales distintas para advertir de que se estaba trabajando con una sección larga. Las fichas de los tramos cortos involucrados debían mantenerse en sus respectivas cajas de control, de manera que al cambiarse al método de sección larga, se utilizaban las mencionadas fichas especiales que se gestionaban de la forma habitual, pero entre los puestos extremos. Obviamente, todas las fichas del sistema de trabajo con una sección larga debían retirarse antes de poder reanudarse el funcionamiento normal.

### Operación sin señaleros
Los dispositivos de ficha se pueden configurar para trabajar sin señaleros, cuando son operados por la tripulación del tren en una vía de apartado pasante intermedia o en los extremos de una línea. Este sistema se encuentra ampliamente difundido en Australia, donde la densidad de tráfico en muchas líneas es baja.
En el Reino Unido se conoce como el "sistema de ficha sin señaleros". Ejemplos en la red nacional del Reino Unido son la Línea del Norte de Devon, donde el sistema se puso en uso el 1 de diciembre de 1987, la Línea Corazón de Gales (puesta en servicio en 1986), el ramal de Matlock en Derbyshire y la Línea de Liskeard a Looe en Cornualles. En este última, el interventor del tren no solo opera el dispositivo eléctrico de gestión de fichas Tyer No.9 que controla la sección superior del ramal, sino que también acciona los desvíos. La sección inferior funciona según el principio de "una sola locomotora en funcionamiento" con un simple bastón de madera. Se requiere la posesión del testigo para poder desbloquear el bastidor con palancas situado a pie de vía que controla los desvíos en Coombe Junction, donde se pasa de una sección a otra. No hay más señalización en el ramal, excepto para controlar la entrada y salida hacia y desde la línea principal.

### Vías de apartado gestionadas con fichas
Después de una experiencia temprana con los sistemas de fichas, se hizo habitual que la señal de inicio en las estaciones equipadas con un sistema de fichas estuviera interconectada con el propio dispositivo de gestión de fichas, de manera que al retirar una ficha, se liberase la palanca necesaria para poner la señal de inicio en verde.
Cuando existe un apartadero intermedio en una sección de vía única, una ficha o una llave fijada a la misma permitía desbloquear los desvíos que debían accionarse para desviar el tren hacia el apartadero. La ficha quedaba bloqueada en el dispositivo, y el maquinista no podía recuperarla hasta que los desvíos se hubieran colocado de nuevo en la posición de paso por la vía general. En situaciones especiales donde los apartaderos en la ubicación intermedia eran suficientemente largos, el equipo estaba dispuesto para que el tren se colocase completamente dentro del apartadero, fuera de la línea principal. En esta situación, se disponía un dispositivo de gestión de fichas intermedio, que permitía al maquinista depositar una ficha para que pudiera desarrollarse el trabajo normal en la vía única mientras su tren estaba en el apartadero.
A veces se habilitaba un sistema similar cuando el mantenimiento de la vía general se realizaba mediante un vehículo capaz de circular tanto por la vía como por fuera de ella. Por lo general, se usaban dispositivos especiales de "clave de ocupación", que estaban entrelazados con los dispositivos de gestión de fichas normales, colocados en lugares intermedios donde el vehículo podía abandonar la vía (o ser almacenado durante la noche).

### Trabajo con pilotos de vía
Una variación del sistema de fichas es el "trabajo con pilotos de vía", donde el lugar de la ficha lo ocupa una persona designada como "piloto". Este sistema se pone en práctica si se detecta un fallo en algún dispositivo de gestión de fichas, un fallo de una señal dentro de una sección en vía única, o en vías dobles cuando una de las vías está bloqueada por algún motivo y el tráfico en ambos sentidos debe circular sobre la vía restante.
El piloto, debidamente identificado mediante una indumentaria especial, viaja en la cabina con el maquinista, o si le sigue otro tren, el piloto debe emitir al maquinista un boleto de trabajo para el tramo en vía única, que autoriza al tren a circular por la sección. El señalero no debe accionar la señal de salida hasta que se lo indique el piloto, que debe viajar con el maquinista si es el último tren en circular en ese sentido. Por lo tanto, el trabajo del piloto es análogo al sistema de "personal y boleto" descrito anteriormente, pero con la particularidad de que el propio piloto se convierte en la ficha y su instrucción verbal es el equivalente del boleto.
A veces es necesario proporcionar al piloto una locomotora dedicada a atender las interrupciones del servicio. En tal caso, la locomotora del piloto generalmente se acopla al frente de los trenes que pasan, pero la práctica puede variar según el diseño de las vías locales o los tipos de trenes.
El empleo de pilotos de vía en casos similares es anterior al uso de fichas.

## Uso actual

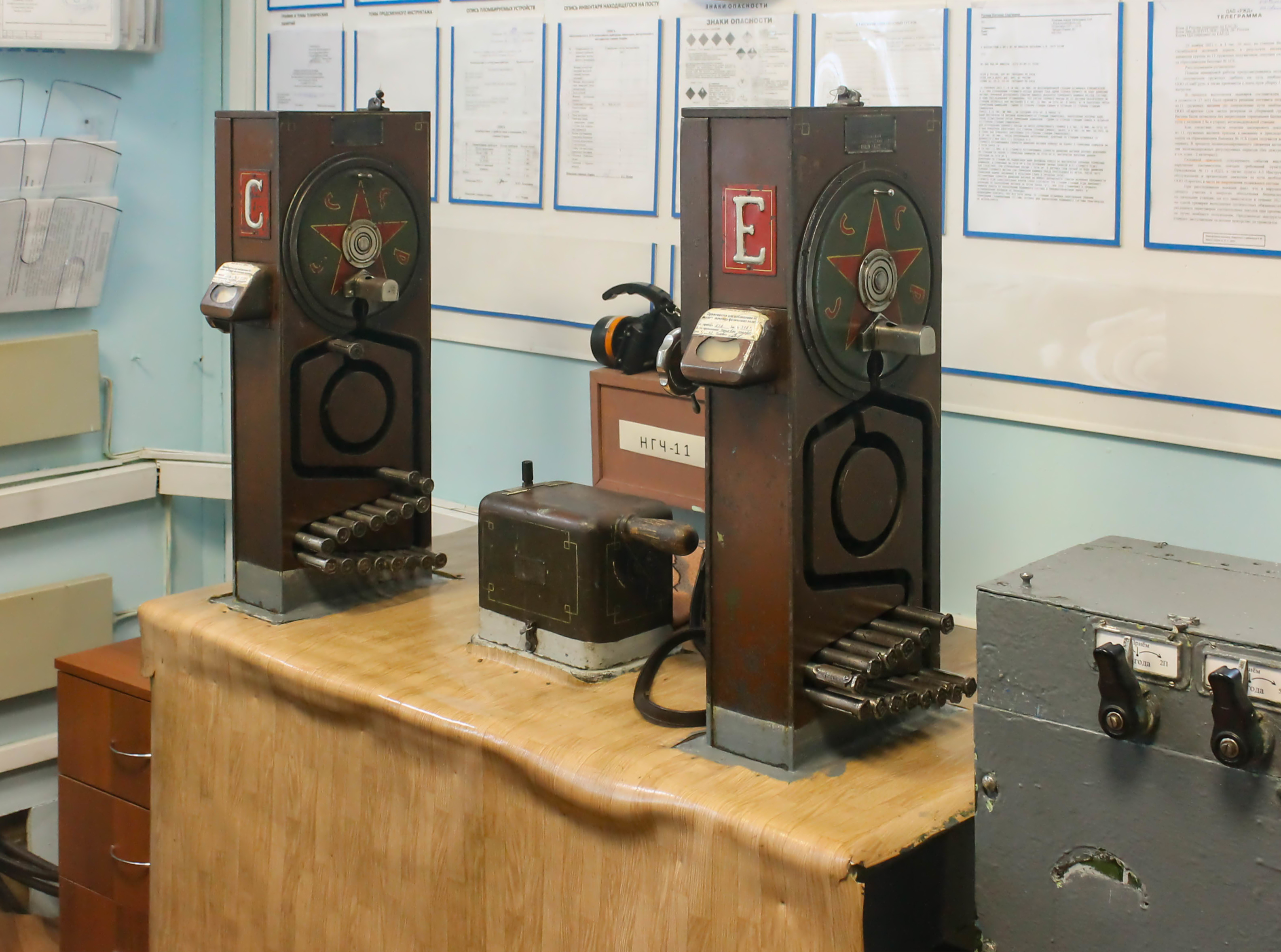
Puesto del sistema de fichas Treger en la Estación de Ogaryovo, Oblast de Vologda, Rusia

Hasta finales del siglo XX, el sistema de fichas era estándar en las líneas británicas de vía única, y todavía se emplea en algunos lugares, como la línea entre Girvan y Stranraer en el suroeste de Escocia. Los sistemas de fichas tradicionales también se utilizan en trenes históricos en Gran Bretaña, por ejemplo, en el Ferrocarril de Mid Hants y en el Ferrocarril del Oeste de Somerset, que está equipado con los instrumentos eléctricos de gestión de fichas Tyer. El Ferrocarril Bluebell tiene una sección corta gestionada con fichas entre casetas de señales adyacentes y una sección larga que funciona entre Sheffield Park y Kingscote.
El sistema de fichas estaba en uso en la línea de Hurstbridge, en Melbourne (Australia), entre Greensborough y Eltham (sistema de fichas eléctrico en miniatura) y Eltham y Hurstbridge (fichas en el tren y boletos) hasta que se reemplazó por señalización electrónica a principios de 2013. La sección de Greensborough a Eltham se eliminó el 31 de enero de 2013, junto con la mitad del tramo de Eltham a Hurstbridge, hasta Diamond Creek. La sección final de Diamond Creek a Hurstbridge se eliminó el 22 de marzo de 2013.
El Ferrocarril Puffing Billy en Melbourne, Victoria, ha utilizado un sistema de boletos y fichas desde que se abrió originalmente desde Upper Ferntree Gully hasta Gembrook. La línea actual de Belgrave a Gembrook tiene estaciones con personal permanente en Belgrave, Menzies Creek, Lakeside y Gembrook. Existe una estación con personal temporal en Emerald Town para permitir que los trenes se crucen en Emerald en los días de más tráfico. Para que intervenga el personal temporal de Emerald, se requiere que el personal de Menzies Creek a Lakeside esté localizado en Menzies Creek. Una situación similar ocurre con la estación Cockatoo, por lo que para que funcione como una estación de personal temporal, se requiere que el personal de Lakeside a Gembrook esté reunido en Lakeside.
El método de trabajo con fichas a veces todavía se usa para situaciones temporales, como obras de ingeniería o cuando aún no se ha habilitado el sistema de señalización. En diciembre de 1981, se abrió una nueva línea subterránea en Melbourne, Australia, que brindaba un servicio circular alrededor del distrito comercial central de la ciudad. Aunque los servicios normales no iban a comenzar durante algún tiempo, durante dos meses operaron servicios especiales los domingos para permitir que las personas probaran la nueva línea, y durante este período se operó con el personal de los trenes, aunque no había provisión para el uso de boletos.
Se dispuso un sistema de fichas inusual en la línea entre Pakenham y Traralgon en Victoria (Australia) durante varios meses en 2006, mientras se actualizaba la línea. Durante este período, la línea se cerraba durante el día, pero se abría todas las noches para permitir el paso de algunos trenes de mercancías. La línea es de vía doble entre Pakenham y Moe (excepto por una corta sección en vía única). Se dispusieron tres bastones piloto para una longitud de 100 km, uno para cada una de las secciones Pakenham-Warragul, Warragul-Moe y Moe-Traralgon. Las dos primeras eran parcial o totalmente secciones de doble vía, pero el testigo en este caso era aplicable a ambas vías, con el efecto de que solo se podía usar una de ellas.
El sistema de fichas todavía se ha seguido utilizando regularmente en el sistema del Ferrocarril Estatal de Tailandia. Aunque la mayor parte de este tipo de operaciones se produce en líneas regionales, en algunos se localizan en la capital, Bangkok, como en el caso de la sección de Makkan a Khlong Tan.
Los Ferrocarriles de Sri Lanka utiliza un sistema de intercambio de fichas en la línea ferroviaria interior.
RZhD utiliza el bloqueo mediante fichas gestionado eléctricamente en algunas líneas, sobre todo en el ferrocarril Yanisyarvi-Lodeynoe Pole.
Los dispositivos de gestión de fichas eléctricos fabricados por Webb y Thompson que se muestran en la imagen de arriba todavía estaban en uso en la línea Buenos Aires (Estación Constitución) a Mar del Plata (Ferrocarril Roca) en Argentina en 2019.
El sistema de fichas también se utiliza en el tranvía de Seaton entre Seaton y Riverside, y en las vías de circulación de algunos museos de tranvías.
En Malasia, todavía se utilizan fichas en la línea de la costa este de KTM entre Gemas y Tumpat. Aunque la estación de Gemas atiende principalmente el servicio de trenes eléctricos, todavía recibe fichas de los trenes que llegan desde la estación de Bahau en la línea de la costa este. Del mismo modo, el jefe de estación de Gemas debe entregar una ficha clave a los trenes con destino a la costa este. El intercambio final de fichas normalmente produce en Tumpat y Gemas, pero también ocurre en Kuala Lipis y en Dabong, ya que estas dos estaciones son la terminal de algunos servicios de trenes del Eastern Shuttle (SH). Este sistema se eliminó oficialmente en la línea de la costa oeste del KTM tras la finalización del proyecto de doble vía electrificada Ipoh-Padang Besar en 2014.

## Otros nombres
Varios ferrocarriles usan diferentes nombres para las mismas cosas:

### Nueva Gales del Sur
- Personal de Tren Ordinario (OTS)
- Tren Ordinario Personal y Billete (OTST)
- Personal de Tren Eléctrico (ETS)
- Personal piloto

### España
- BBP, o "Bloqueo con Bastón Piloto"[18]